# Cobitis shikokuensis
Cobitis shikokuensis är en bottenlevande sötvattensfisk i familjen nissögefiskar som finns i Japan. 

## Utseende
Som alla nissögefiskar är Cobitis shikokuensis en avlång fisk med en nedåtriktad mun, omgiven av flera skäggtömmar. Kroppen har mörka prickar på en ljus bakgrund, ett brunt streck från nosspetsen genom ögat och en liten, svart fläck på övre delen av stjärtfenans bas. På stjärtfenroten har den dessutom 3 till 5 små, bruna fläckar. Ryggfenan har 6 och analfenan 5 kluvna mjukstrålar. Honan är större än hanen; hon kan bli drygt 5,5 cm mot hanens 4,5 cm.

## Vanor
Arten är en sötvattenslevande bottenfisk som lever i varmt klimat. Den är äggläggande, och hanen och honan leker individuellt (till skillnad från kollektivt masslekande).

## Utbredning
Cobitis shikokuensis finns på Shikoku i Japan.